# Masis (Ararat)
Pour l’article homonyme, voir Masis.
Masis (en arménien Մասիս) est une communauté rurale du marz d'Ararat en Arménie. En 2008, elle compte 1 473 habitants.